# Jollenkreuzer

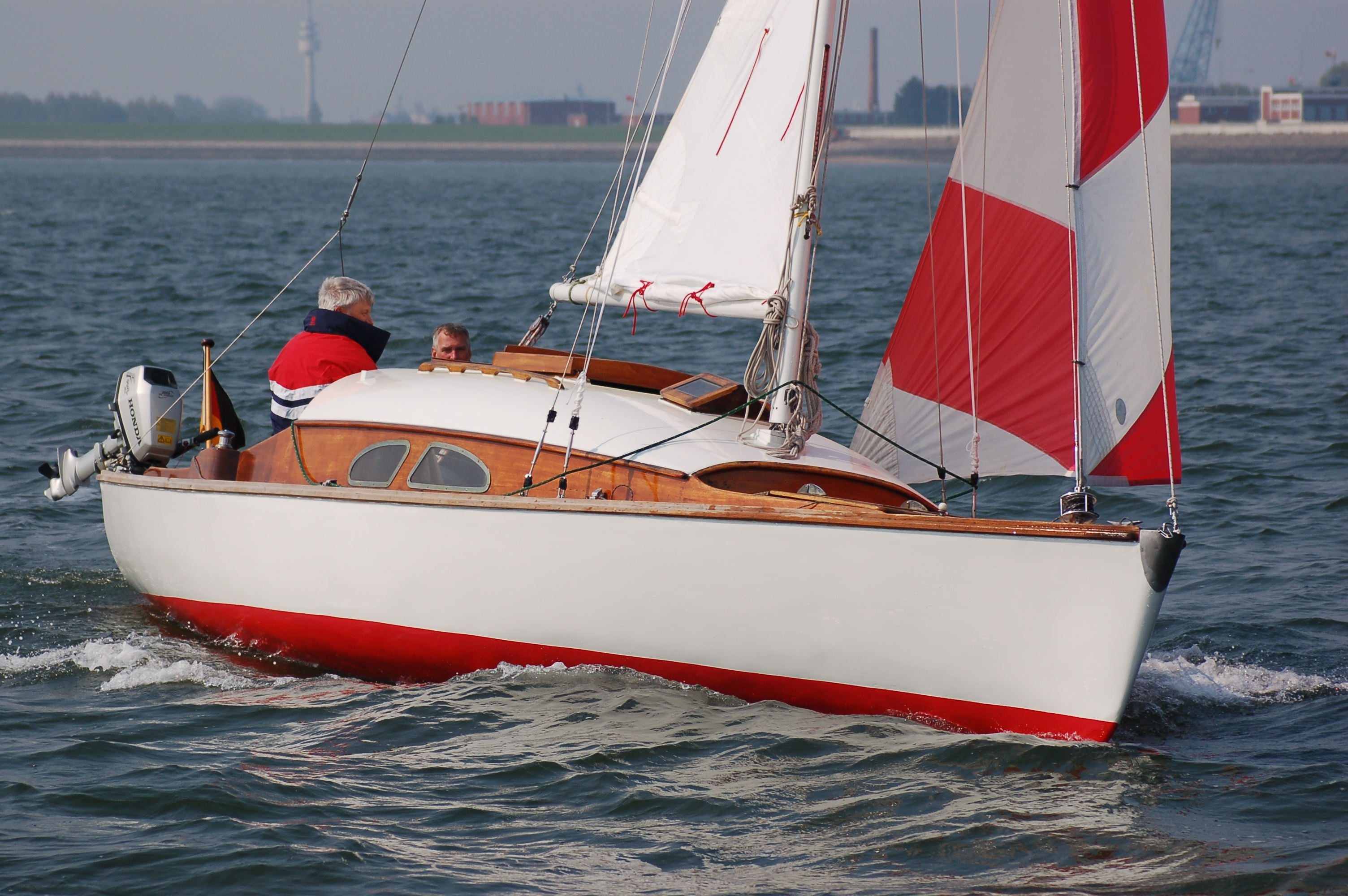
20er Jollenkreuzer von 1952 in einer Regatta vor Wilhelmshaven (2006)

Ein Jollenkreuzer ist eine größere Jolle, die mit einer Kajüte ausgestattet ist. Jollenkreuzer sind wie Jollen formstabil und besitzen keinen Kiel.

## Klassen
Es gibt verschiedene Klassen von Jollenkreuzern, die sich in der Größe und der Segelfläche unterscheiden. Die ersten Konstruktionen der bekannteren und unten aufgeführten Jollenkreuzerklassen sind überwiegend in der Mitte des 20. Jahrhunderts entstanden.
Dabei handelt es sich überwiegend um Konstruktionsklassen, bei denen nur bestimmte Grenzmaße vorgegeben sind, die durch die Konstrukteure und Bauwerften eingehalten werden müssen. Exakte Vorgaben für Schiffsrumpf oder Rigg existieren in den Vorschriften nicht. Aus diesem Grund ist die Bandbreite der Konstruktionen sehr weit gefächert. Mehrheitlich sind die Schiffe aus Holz, GFK und GFK-Holz-Kombinationen gebaut, auch CFK und Stahl sind möglich. Dabei wurde im Holzbau, beginnend in den 1970er Jahren, die Vollholzbauweise auf Spanten durch formverleimte Sperrholzbauten abgelöst.
Ursprünglich für das Fahrtensegeln auf Binnenrevieren konzipiert, werden Jollenkreuzer seit den 1970er Jahren auch für das sportliche Regattasegeln genutzt. Aktive Regattaszenen haben dabei vor allem die 15er-Jollenkreuzer (P-Boot), die 20er-Jollenkreuzer (R-Boot) und etwas begrenzter die 16er-Jollenkreuzer (S-Boot) und die relativ neue Konstruktion (1986) Diabolo.
Es gibt auch nicht klassifizierte Jollenkreuzer.
Am weitesten verbreitet sind:
- 15er-Jollenkreuzer (P-Boot, 6,50 m lang, 15 m²)
- 16-m²-Jollenkreuzer (S-Boot, 7 m lang, 16 m², Knickspantrumpf)
- 20er-Jollenkreuzer (R-Boot, 7,75 m lang, 20 m²)
- 20er-Stahl-Jollenkreuzer (SR-Boot, 7,75 m lang, 20 m², Rumpf aus Stahl)
- 25er-Stahl-Jollenkreuzer (C-Boot, Konstruktionsklasse, leicht variierende Maße, circa 8,20 m lang, 25 m²)
- 25er-Blitz-Jollenkreuzer (Blitz, Einheitsklasse vorwiegend auf der Elbe, 8,25 m lang, 25 m², Stahl)
- 30er-Jollenkreuzer (B-Boot, 9 m lang, 30 m²)
- Diabolo (6,10 m lang)
- FAM (5,40 m lang)
- Lis-Jollenkreuzer (5,00 m lang)
- Kim-Jollenkreuzer (5,30 m lang)